# Jaroslav Levinský
Jaroslav Levinský (Valašské Meziříčí, 11 de Fevereiro de 1981) é um tenista profissional tcheco, especialista em duplas na modalidade, chegou ao n.º24 do mundo em 2007.

## Honras
- 2004 ATP de Amersfoort, Países Baixos com David Škoch
- 2006 ATP de Zagreb, Croácia com Michal Mertiňák
- 2006 ATP de Umag, Croácia com David Škoch
- 2008 ATP de Gstaad, Suíça com Filip Polášek
- 2009 ATP de Bastad, Suécia com Filip Polášek